# Чиріков Борис Валеріанович
Бори́с Валеріа́нович Чи́ріков (рос. Борис Валерианович Чириков) (6 червня 1928, Орел — 12 лютого 2008) — російський фізик-теоретик, відомий своїми працями в областях нелінійної динаміки та динамічного хаосу. Майже вся наукова кар'єра Бориса Чирікова пов'язана з розташованим в Новосибірському Академмістечку Інститутом ядерної фізики ім. Будкера РАН.

## Біографія
У 1952 році закінчив Московський фізико-технічний інститут. Після закінчення інституту почав працювати під керівництвом Герша Будкера в Російський науковий центр «Курчатовський Інститут» АН СРСР. У вересні 1959 року Будкер переїхав до Новосибірська, де він заснував Інститут ядерної фізики (що згодом дістав його ім’я). Разом зі своїм керівником до Новосибірська переїхав і Чиріков. В 1983 році став членом-кореспондентом АН СРСР, а в 1992 році — дійсним членом РАН. До своєї смерті в 2008 році він продовжував працювати в інституті Будкера.

## Наукові результати
З ім'ям Бориса Чирікова асоціюється низка яскравих фундаментальних результатів з теорії динамічного хаосу та основ статистичної механіки. В 1959 році Чиріков запропонував критерій виникнення класичного хаосу в гамільтонових системах, зараз відомий як критерій Чирікова. В тій самій праці він застосував свій критерій для пояснення щойно одержаних в Курчатовському інституті загадкових експериментальних результатів з конфайнменту плазми у відкритих дзеркальних пастках. Це була перша фізична теорія хаосу, яка змогла пояснити конкретний експеримент та яку було розвинуто задовго до можливості комп'ютерного моделювання хаосу.
Ще одним важливим відкриттям Бориса Чирікова є відображення, що згодом отримало назву стандартного відображення Чирікова, квантовий аналог якого широко використовується для опису явища динамічної локалізації, яке спостерігається в експериментах з атомами водню та рідбергівськими атомами в мікрохвильових полях та в бозе — ейнштейнівських конденсатах на оптичних ґратках.
До інших результатів, отриманих Чиріковим разом зі своїми співробітниками належать такі: аналіз переходу із сильного хаосу в задачі Фермі-Паста-Улама; вивід границі хаосу для моделі прискорення Фермі; чисельний розрахунок ентропії Колмогорова-Синая для відображень, що зберігають площу; дослідження слабких нестійкостей в багатовимірних гамільтонових системах (дифузія Арнольда та модуляційна дифузія); демонстрація додатності ентропії Колмогорова-Синая для однорідних моделей Янга-Міллса, а отже їхньої неінтегровності; встановлення ступеневого закону спадання повернень Пуанкаре для гамільтонових систем із розділеним фазовим простором; демонстрація хаотичності динаміки комети Галлея.

## Інші відомі праці Бориса Чирікова
- B.V.Chirikov, «Research concerning the theory of nonlinear resonance and stochasticity», Preprint N 267, Institute of Nuclear Physics, Novosibirsk (1969), (Engl. Trans., CERN Trans. 71-40 (1971))
- B.V.Chirikov, «A universal instability of many-dimensional oscillator systems», Phys. Rep. 52: 263 (1979)
- B.V.Chirikov, «Time-dependent quantum systems» in «Chaos and quantum mechanics», Les Houches Lecture Series, Vol. 52, pp. 443–545, Eds. M.-J.Giannoni, A.Voros, J.Zinn-Justin, Elsevier Sci. Publ., Amsterdam (1991)(2009)

## Зовнішні посилання
- Сторінка присвячена Борису Чирікову
- J.Bellissard, D.L.Shepelyanski, «Boris Chirikov, a pioneer in classical and quantum chaos», Annales de l'institut Henri Poincare (A) Physique theorique 68: 379 (1998) (and also here)
- Special Volume dedicated to 70th of Boris Chirikov: Physica D 131:1-4 vii (1999) and arXiv
- Article at CERN Courier (2003)
- Obituary at CERN Courier,Obituary at Physics Today (2008)
- Статті російською мовою: Nauka v Sibiri (1988),Наука в Сибири (1998), Успехи Физ. Наук (1998),Вестник Академии Наук (2005),Наука в Сибири (2008)